# Elachistocleis ovalis
Elachistocleis ovalis är en groddjursart som först beskrevs av Schneider 1799.  Elachistocleis ovalis ingår i släktet Elachistocleis och familjen Microhylidae. IUCN kategoriserar arten globalt som livskraftig. Inga underarter finns listade i Catalogue of Life.